# لنفوم طحالی با لنفوسیت‌های پرزدار
لنفوم طحالی با لنفوسیت‌های پرزدار (انگلیسی: Splenic lymphoma with villous lymphocytes) نوع نادری از لنفوم است که سلول‌های B بالغ را درگیر می‌کند. نام‌های قدیمی‌تر شامل «لنفوم تقلیدکنندهٔ لوسمی سلول مویی» و «لنفوم لنفوپلاسمیتیک با لنفوسیت‌های پرزدار در گردش» است. لنفوسیت‌های پرزدار مشخصه این نوع لنفوم در اسمیر لام خون محیطی این بیماران است. این لنفوسیت‌ها دارای یک هسته بیضی‌شکل با الگوی «قلوه‌سنگی» در کروماتین هسته‌ای هستند که بیشتر مشخصه سلول‌های لنفوئیدی بالغ است. برآمدگی‌های سیتوپلاسمی یا پرزها توزیع قطبی دارند. اینکه آیا این وضعیت مشابه «لنفوم ناحیه حاشیه‌ای طحال» است یا فقط بسیار شبیه به آن است، موضوع بحث و بررسی‌های علمی است.